# Schloss Possenhofen

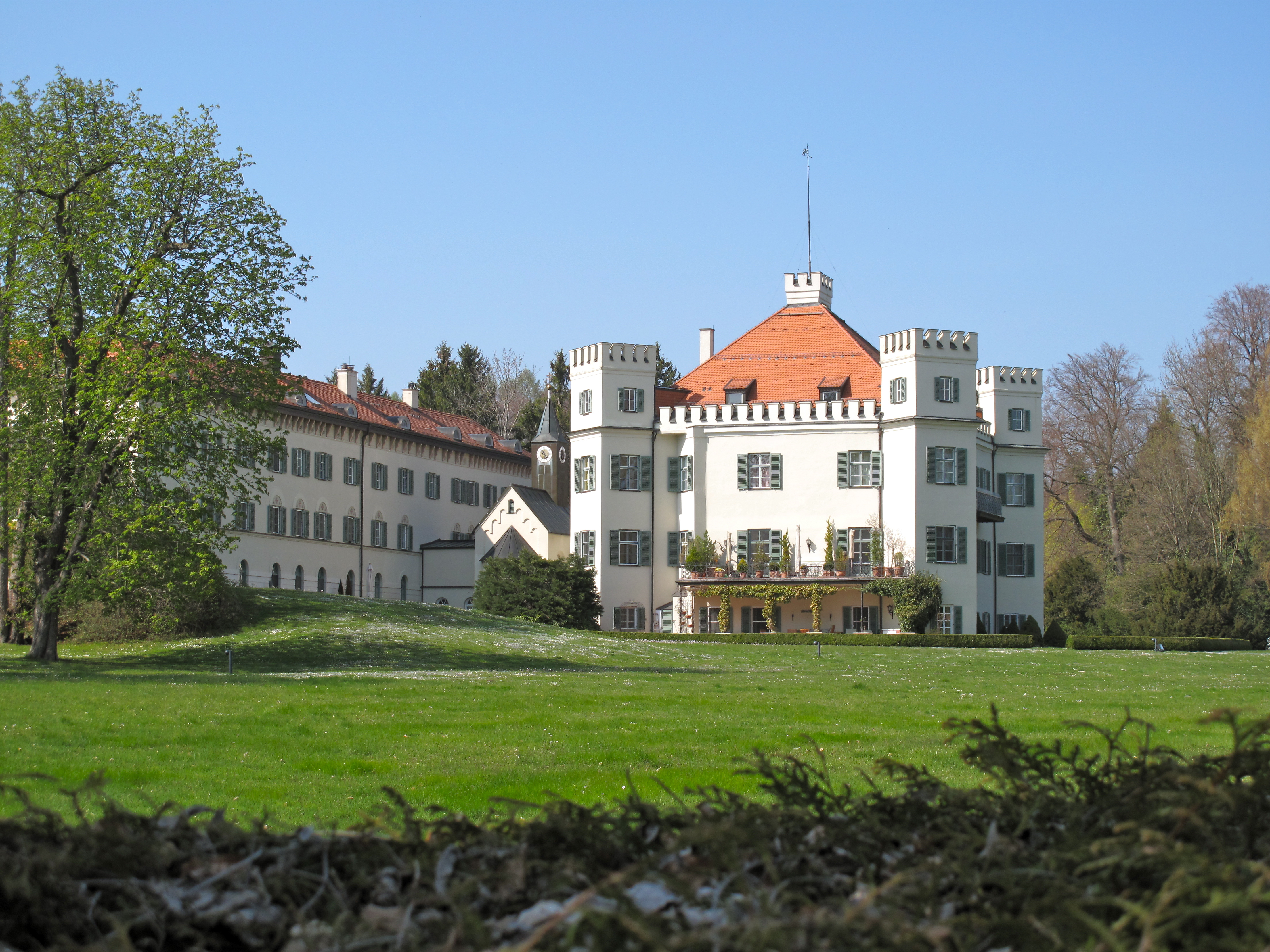
Schloss Possenhofen. Rechts im Bild das „Alte Schloss“, links der aus dem 19. Jahrhundert stammende „Hufeisenbau“ von Süden aus betrachtet.

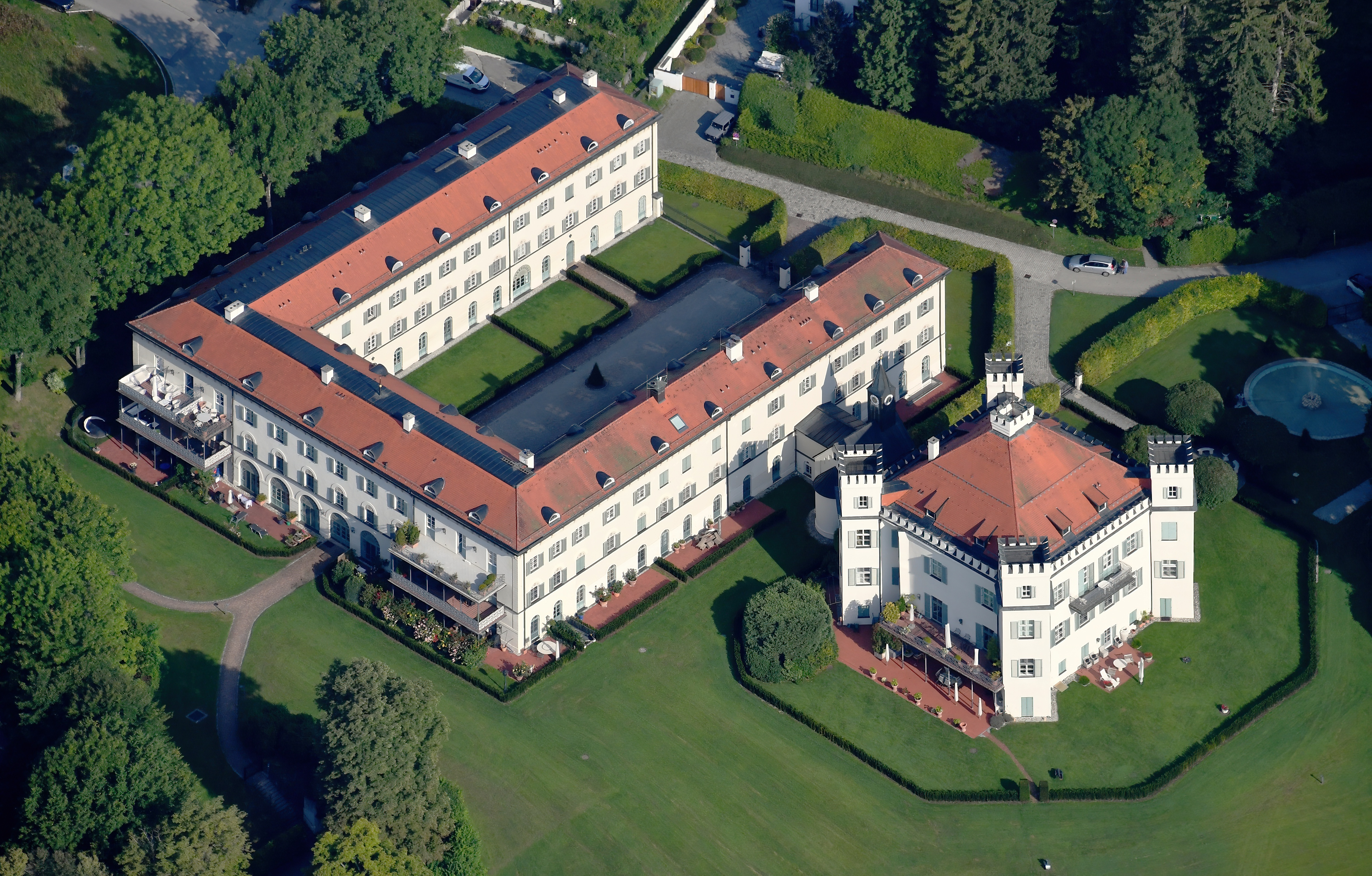
Luftbild des Schlosses Possenhofen

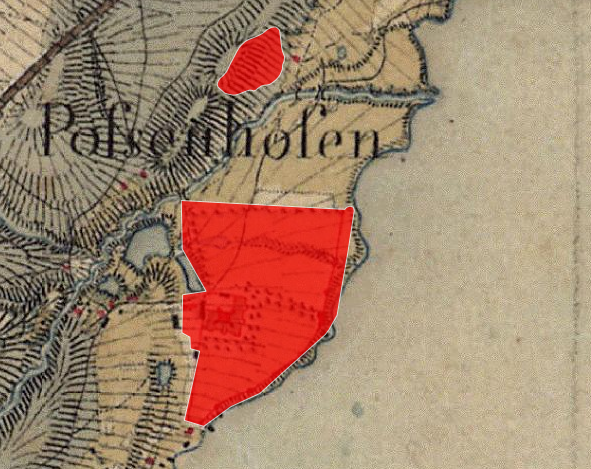
Lageplan von Schloss Possenhofen auf dem Urkataster von Bayern

Schloss Possenhofen ist eine Schlossanlage bestehend aus dem Alten Schloss, einem kubischen Walmdachbau mit vier quergestellten Ecktürmen, dem Neuen Schloss, auch Hufeisenbau genannt, und der Schlosskapelle, die zwischen beiden Baukörpern liegt und diese über einen Gang verbindet. Das Schloss befindet sich im Ortsteil Possenhofen der Gemeinde Pöcking im Landkreis Starnberg, Oberbayern. 
Prinzessin Elisabeth in Bayern (auch bekannt als „Sisi“), die spätere Kaiserin von Österreich und Königin von Ungarn, verbrachte hier große Teile ihrer Kindheit, wodurch das Schloss später enorme Bekanntheit erlangte. Für die Trilogie der „Sissi-Filme“ diente jedoch Schloss Fuschl am Fuschlsee im Salzkammergut als Szenerie.

## Geschichte bis 1918

### Anfänge
Bereits im 13. Jahrhundert stand auf einem langgestreckten Moränenhügel unweit des heutigen Schlosses (an der Stelle des heutigen Kalvarienberges) eine Burg. Gerhard von Sachsenhausen verkaufte den Adelssitz 1310 an das Kloster Schäftlarn. Wie lange die Burg bestand, ist nicht bekannt. 1515 erhielt der herzogliche Kanzler Jakob Rosenbusch den Ort Possenhofen durch Tausch von Herzog Wilhelm IV. mit der Bedingung, am Seeufer ein Herrenhaus zu errichten. Als Hintergrund ist das Bestreben des bayerischen Herrschers zu sehen, den Starnberger See durch den Bau umliegender Schlösser als Station für Seefeste und Hofjagden attraktiver zu machen. Es entstand ein Gebäude aus Holz, das Herzog Wilhelm und dessen Bruder Ludwig bei einem Besuch kritisierten. Rosenbusch ließ daraufhin 1536 das heute noch bestehende Schloss Possenhofen in Stein errichten. Das ältere hölzerne Gebäude diente daraufhin zur Unterbringung der Dienerschaft. Als Gunstbeweis wurde dem hochrangigen Politiker durch Herzog Wilhelm IV. die Edelmannsfreiheit gewährt und  Possenhofen zur Hofmark erhoben. Rosenbusch erhielt 1548 das Dorf Feldafing, erwarb einige Gutshöfe in Pöcking sowie 1545 die Insel Wörth. Nach seinem Tod ging der Besitz an dessen Sohn Christoph Rosenbusch über, der wiederum die Hofmark Possenhofen 1582 an den Hauptmann Mathias von Schöll veräußerte. 1595 kaufte der bayerische Kanzler Hans Conrad Hörwarth von Hohenburg Schloss Possenhofen und den benachbarten Ort Pöcking. 1619 erbte dessen ältester Sohn Hans Caspar von Hörwarth die Besitzungen. Im Dreißigjährigen Krieg erlitt das Schloss mehrmals Plünderungen und Verwüstungen. 1663 wurde der Schlossherr selbst Opfer schlimmer Misshandlungen und erging nur knapp dem Tod.
Hörwarths Witwe verkaufte 1668 den Besitz für 30 000 Gulden an Kurfürst Ferdinand Maria. Schloss Possenhofen wurde fortan vom bayerischen Herrscherpaar und dessen Hofgesellschaft während Ausfahrten mit dem Prunkschiff Bucentaur und dessen Begleitflotte genutzt. Ferdinand Maria starb 1679. Dessen Sohn Kurfürst Max Emanuel  überließ  den Besitz 1685 seinem Hofkriegsratspräsidenten Johann Karl von Serényi, der sich beim Kämpfen gegen das Osmanische Reich verdient gemacht hatte. Serényi veräußerte das Schloss nur vier Jahre später an Johann Rudolf von Wämpl, der es umfassend renovieren und um eine Etage erhöhen ließ. Im Jahr 1700 stiftete Wämpl der Schlosskapelle ein neues Altarblatt mit der Geburt Christi von Andreas Wolff.
1779 kaufte Johann Kaspar Basselet von La Rosée  die Hofmark Possenhofen, nachdem er bereits 1760 die südlich angrenzende Hofmark Garatshausen besaß.

### Ab 1834: Max in Bayern

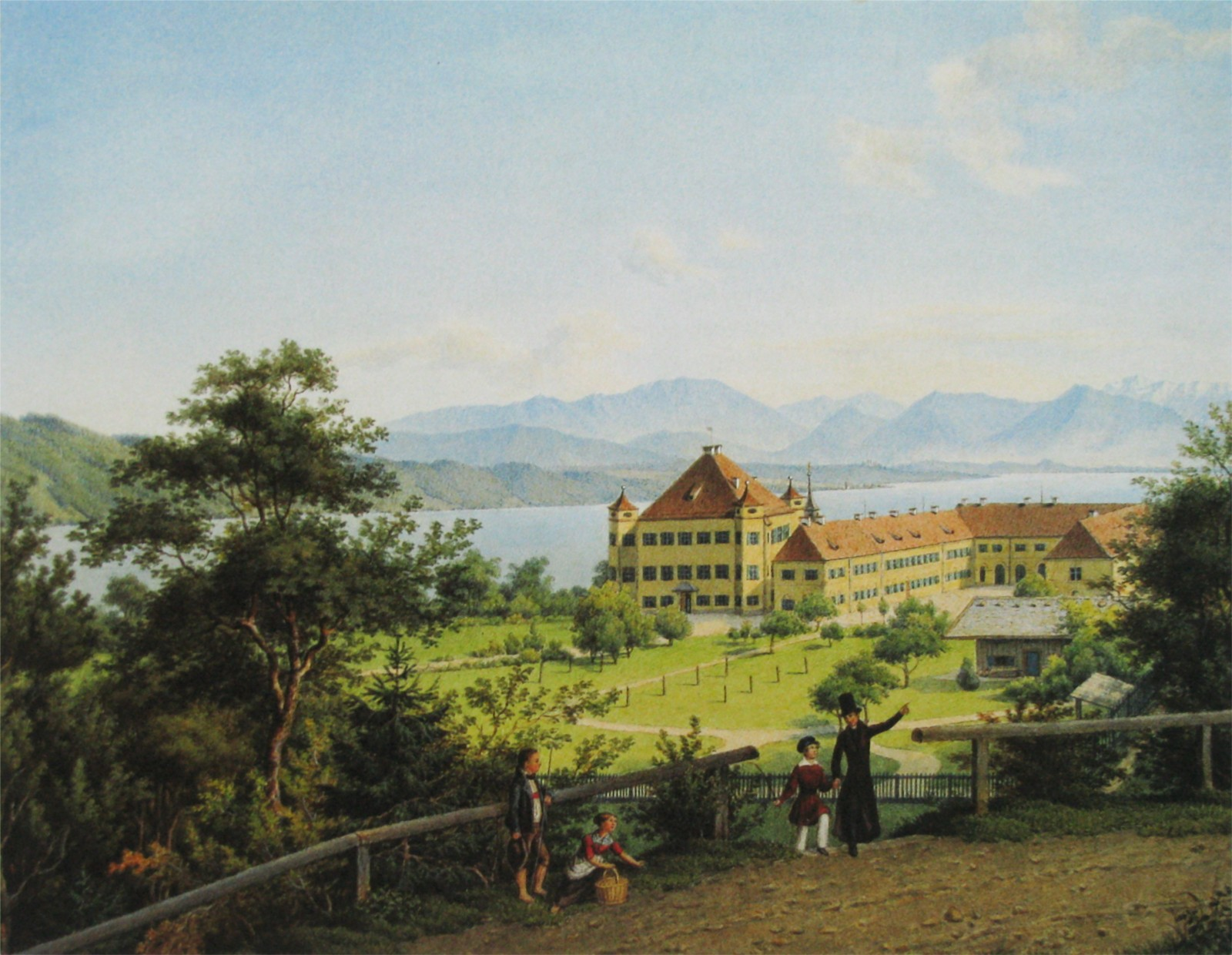
Schloss Possenhofen fünf Jahre nach dem Erwerb durch Herzog Max in Bayern. Die gotisierenden Zinnen wurden 1860 am „Alten Schloss“ (links) angebracht. Rechts im Bild der „Hufeisenbau“. (Aquarell aus dem Jahr 1839 von Franz Xaver Nachtmann).

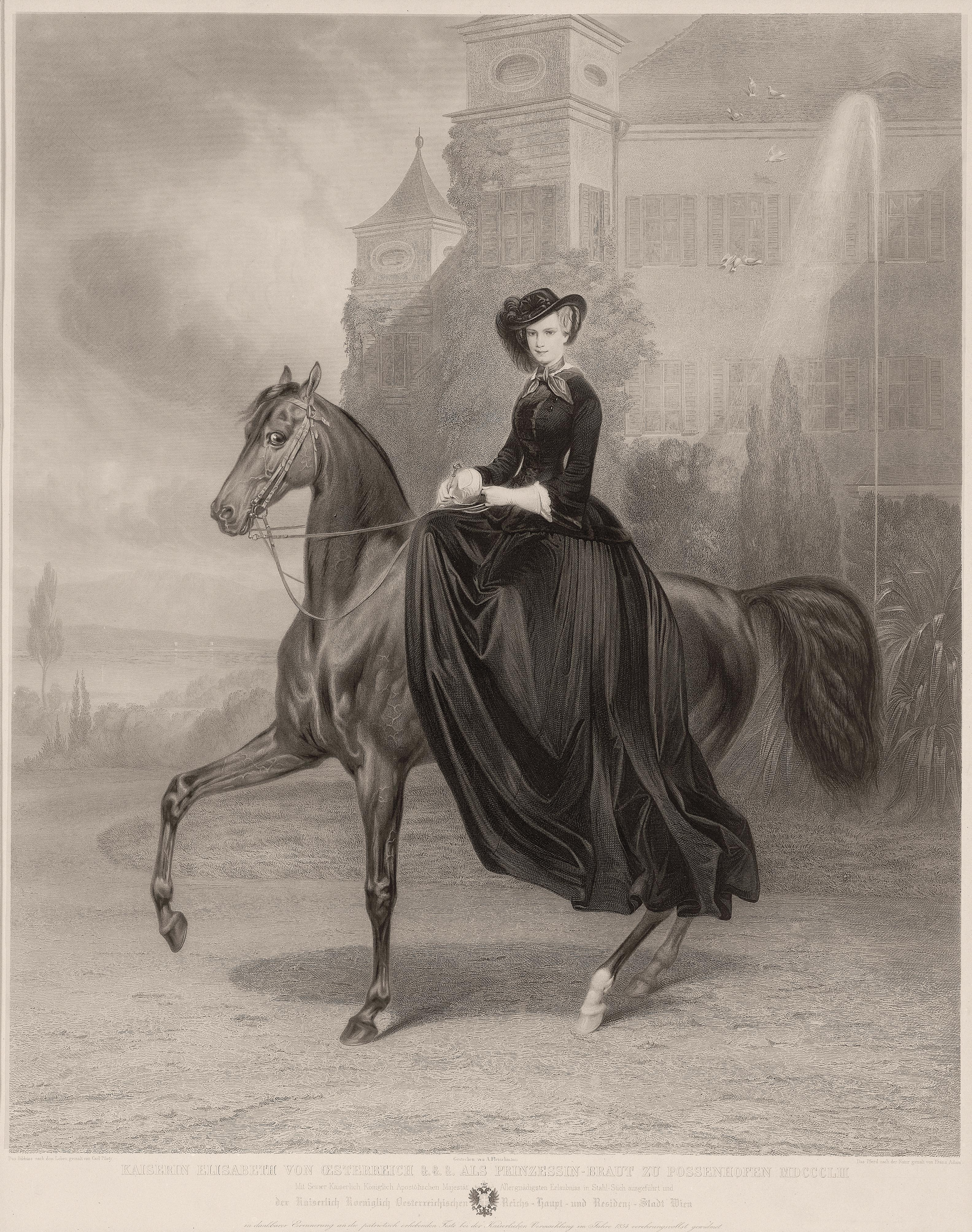
Kaiserin Elisabeth von Österreich als Braut vor Schloss Possenhofen. Stahlstich aus dem Jahr 1853 von Andreas Johann Fleischmann nach der Vorlage eines Gemäldes.

Nach mehreren aufeinander folgenden Besitzern aus der Familie La Rosée erwarb 1834 der aus einer Nebenlinie der Wittelsbacher stammende Herzog Max in Bayern die beiden benachbarten Hofmarken Possenhofen und Garatshausen mit ihren Schlössern für 145 000 Gulden. In der Folgezeit erfuhr das Schloss eine Neugestaltung der Fassaden, die Fenster erhielten Klappläden, das Innere ein repräsentatives Treppenhaus. Die raumhohen Kachelöfen aus der Erbauungszeit wurden durch weiße Kachelöfen im Stil des Spätklassizismus ersetzt. Die gewölbten Räume im Erdgeschoss blieben bestehen wie auch die Holzdecken in den großen Räumen zum See hin.
Die alten Wirtschaftsgebäude westlich des Schlosses wurden durch den sogenannten Hufeisenbau, dessen Hofraum sich nach Norden öffnet, ersetzt. Die Erdgeschosse des West- und Südtrakts nahmen die Pferdeställe, Wagen- und Kutschenremisen auf und sind deshalb deutlich breiter angelegt. Darüber wohnten stets  sehr zahlreiche Bedienstete. Der Architekt ist nicht bekannt, darf jedoch im Umkreis Friedrich von Gärtners oder von Daniel Ohlmüller gesehen werden, der 1854 die neue Kapelle zwischen Schloss und „Hufeisenbau“ errichtete.
Ein Badehäuschen am See, eine Seeterrasse mit Panoramablick und ein Bootshaus kamen hinzu. „Possi“, wie die acht Kinder des Herzogpaars das Schloss liebevoll nannten, avancierte zum sommerlichen Lieblingsaufenthalt. Herzog Maximilian, der mit seiner Frau Ludovika eine arrangierte Ehe führte, hielt sich in Possenhofen äußerst selten auf. Das Schloss blieb sommerlicher Lieblingaufenthalt von Herzogin Ludovika auch nachdem ihre Kinder längst erwachsen waren. Kaiserin Elisabeth logierte mit ihrem umfangreichen Hofstaat 24 Jahre lang mehrere Wochen im nahegelegenen Hotel Strauch, das später in „Hotel Kaiserin Elisabeth“ umbenannt wurde.
Um 1860 ließ das Herzogspaar das Alte Schloss nach dem Vorbild von Schloss Berg mit Änderungen versehen. Die flachen Pyramidendächer der vier Ecktürme wurden abgenommen, ihr Mauerkranz wie die Dachtraufe und die Spitze des Zeltdachs erhielten gotisierende Zinnen. Zeitgleich wurde die hufeisenförmige Dreiflügelanlage durch ein weiteres Geschoss aufgestockt und unterhalb der Traufe mit einem bemalten Gesims geschmückt.
1892 starb Herzogin Ludovika in Schloss Possenhofen. Das Schloss erbte ihr Sohn Karl Theodor. Obwohl der Lebensmittelpunkt des berühmten Augenarztes in München und Schloss Tegernsee lag, verbrachte er Sommeraufenthalte in Possenhofen. Nach dessen Tod im Jahr 1909 nutzte sein Sohn Ludwig Wilhelm in Bayern den Besitz.

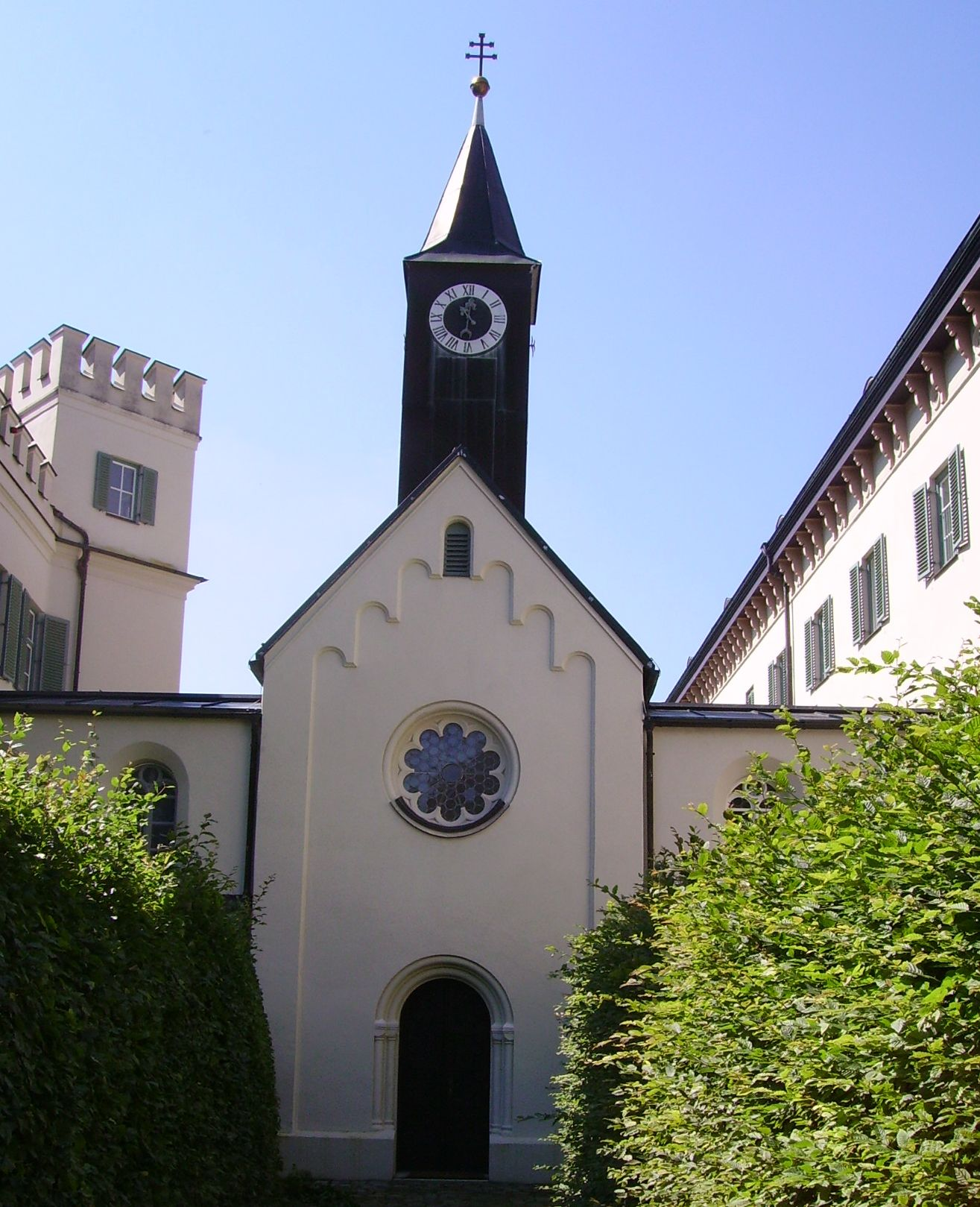
Die von Daniel Ohlmüller erbaute Possenhofener Schlosskapelle verbindet das „Alte Schloss“ mit dem „Hufeisenbau“.

### 1918: Nach Ende der Monarchie
Die herzogliche Familie verwendete das Schloss nach dem Ersten Weltkrieg immer seltener. Der kinderlose Ludwig Wilhelm in Bayern stellte es schließlich in den 1920er-Jahren als Erholungsheim für Kinder zur Verfügung. 1936 fiel das Schloss durch Besitzteilung an Luitpold Emanuel in Bayern, der es 1940 an die Nationalsozialistische Volkswohlfahrt zur Schaffung eines Müttergenesungsheimes veräußerte. Der Krieg verhinderte dieses Vorhaben. Stattdessen wurde eine Sanitätsausbildungseinheit der Luftwaffe untergebracht. Danach wurde das Schloss unter anderem als Lazarett, Versorgungskrankenhaus für schwer Kriegsversehrte verwendet. Nach Ende des Zweiten Weltkrieges verkamen Schloss und Anlage zusehends.
1948 übernahm der Freistaat Bayern als Rechtsnachfolger des Deutschen Reiches den Besitz. Im selben Jahr erwarben die Kleinmotoren- und Mopedhersteller Erich und Kurt Bagusat das Schloss, um im „Hufeisenbau“ eine Fabrik für Fahrradhilfsmotoren einzurichten. Ab 1956 produzierte Kurt Bagusat hier auch Früchte in Alkohol für die Schokoladenindustrie. Daneben betrieben die beiden Industriellen in den Nebengebäuden des Schlosses einen Rennstall und züchteten Vollblüter. Diese Nutzungen und nicht zuletzt ein Schafstall im Erdgeschoss des Alten Schlosses führten zur Verwahrlosung mit beinahe komplettem Verlust der ursprünglichen Inneneinrichtung und Raumgestaltung.

### Seit 1981: Eigentumswohnanlage
1981 wurde die völlig heruntergekommene Schlossanlage von dem Kunstschaffenden Franz Schilke erworben. Der damalige Landrat Rudolf Widmann empfahl, die ruinierten Gebäude abzureißen und ein modernes Hotel an dieser Stelle zu errichten. Bei zahlreichen Teilen des maroden Gebäudekomplexes bestand Einsturzgefahr, das Mauerwerk war großflächig von Bauschwämmen und Pilzen befallen. Durch das Engagement von Schilke, gemeinsam mit weiteren als Bauherren auftretenden Investoren, wurde unter der Bauleitung der Münchner Architekten Erwin Schleich, Olivier Freiherr von Beaulieu-Marconnay und Alexander Krieger 1982–1984 die Sanierung und Umwandlung in eine Eigentumswohnanlage durchgeführt, wobei auch der Generalkonservator des Bayerischen Landesamtes für Denkmalpflege, Michael Petzet, einbezogen war.
Das zu Eigentumswohnungen umgewandelte Schloss ist der Allgemeinheit unzugänglich. Die das Schloss beeinträchtigende Straßenführung wurde verlegt. Dafür wurde das vorgelagerte Seeufer der Öffentlichkeit überlassen. Seit 1985 ist eine zwei Hektar große Fläche vor der Schlossanlage für jedermann zugänglich. Fundamente der Seeterrasse, auf der Karl Stieler 1854 „Sissis“ Geschwister malte, sind bei Niedrigwasser noch sichtbar.
Die Anlage ist unter der Aktennummer D-1-88-137-35 als denkmalgeschütztes Baudenkmal von Possenhofen verzeichnet. Ebenso wird sie als Bodendenkmal unter der Aktennummer D-1-8033-0174 im Bayernatlas als „untertägige frühneuzeitliche Befunde im Bereich von Schloss Possenhofen und seines Vorgängerbaus mit Schlossmauer und Parkanlage“ geführt. 500 m nördlich davon liegt der Burgstall Possenhofen, der als Bodendenkmal unter der Aktennummer D-1-8033-0067 im Bayernatlas als „Burgstall des hohen und späten Mittelalters (‚Possenhofen‘)“ geführt wird.

## Park und gestaltete Landschaft
Jakob Rosenbusch ließ am Schloss Possenhofen einen Nutzgarten anlegen, der für sein qualitätsvolles Obst, besonders Zwetschgen und Weichseln gerühmt wurde. Mit Erwerb des Schlosses durch Kurfürst Ferdinand Maria wurde der Schlossgarten ab 1668 völlig neu gestaltet. Neben Obstbäumen gab es Ziersträucher und Blumenbeete mit 400 Rosen. Um für Seejagden reichlich Wild heranzuziehen, kam ein eingefriedetes Hirschgehege hinzu.
1760 erwarb Kaspar Basselet von La Rosée die Hofmark Garatshausen und zwei Jahre später die Roseninsel. 1779 vervollständigte er seinen Besitz mit der benachbarten Hofmark Possenhofen und dem gleichnamigen Schloss. Damit verfügte die Familie La Rosée über den größten zusammenhängenden Grundbesitz am Starnberger See. In Possenhofen entstand ein barocker Ziergarten mit Rasenstücken, Blumenrabatten, Hecken und Bäumen. La Rosée und sein Sohn Aloys experimentierten mit Dünger, Drainagen und Bewässerungsverfahren. Sie kultivierten dank des vom See begünstigten Klimas in großem Umfang Maulbeerbäume für die Seidenraupenzucht sowie Rebstöcke, Spargel und seltene Obstsorten aus Frankreich. Daran dürfte auch die Heirat seiner Tochter Josephine (1786–1870) mit Joseph von Hazzi Anteil gehabt haben, der sich als  Modernisierer der bayerischen Land- und Forstwirtschaft zu Beginn des 19. Jahrhunderts verdient machte.
Nach dem Kauf der Hofmarken Possenhofen und Garatshausen widmete sich Herzogin Ludovika ab Mitte der 1830er-Jahre der Gestaltung einer Parklandschaft entlang der kilometerlangen Uferzone des Starnberger Sees, die durch blumenreiche Wiesen und schattige Waldpartien aufgelockert wurde. Spazierwege mit Ruhebänken zogen sich bis Starnberg hin. Durch Abtragung der Ringmauern und Aufschüttung des Burggrabens erhielt Schloss Possenhofen den Charakter eines Lustschlosses mit Seezugang. Für die Freiflächen wurde Dominicus Kolb als Hofgärtner angestellt, der fünf Jahre später auch die Leitung des von Herzog Max erworbenen Parks von Schloss Steppberg in München-Bogenhausen übernahm.
Der Possenhofener Park wurde bereits im „Gemischten Stil“ angelegt, einer neuen Gestaltungsrichtung, bei der Landschaftsparks nach englischem Vorbild mit gärtnerischen Zierflächen angereichert wurden. Karl von Leoprechting beschrieb 1854 den Park und lobte den üppigen Blumenschmuck, die gepflegten Rasenflächen und Gehölzgruppen. Robinien und Fliederbüsche sorgten für Duft, Lorbeer und Zitrusbäume in Kübeln für mediterrane Akzente, Rhododendren hoben sich malerisch vor immergrüner Bepflanzung ab.

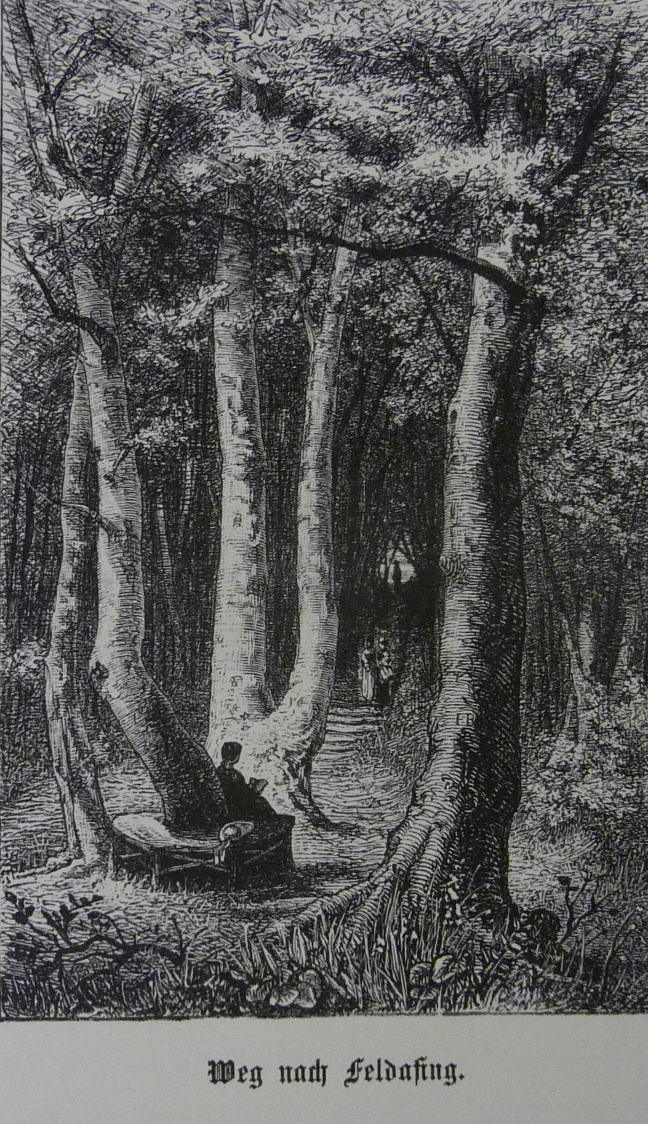
In seinem 1876 erschienenen Buch „Der Starnberger See. Eine Wanderung durch seine Uferorte“ zeigte G. A. Horst einen romantischen Waldweg mit schattiger Rundbank. Hier promenierten Kaiserin Elisabeth und ihre Schwestern ausgiebig.

Der Park von Schloss Possenhofen ist Teil einer Parklandschaft, die sich zwischen Starnberg und Niederpöcking bis nach Bernried erstreckt und damit fast das gesamte Westufer des Starnberger Sees umfasst. Ein wichtiger Bestandteil ist der „Lenné-Park“ mit der vorgelagerten Roseninsel. Dieser Bereich war als Parkanlage eines großdimensionierten Palastes für König Maximilian II. gedacht, dessen erste Planungen aus dem Jahr 1840 datieren. Flankierend dazu entwickelte der Architekt Franz Jakob Kreuter im Auftrag des Königs ein Gutachten mit dem Titel „Über das Aufblühen Potsdams“, in dem er ein Projekt zur einheitlichen Gestaltung („Landesverschönerung“) für das gesamte Westufer am Starnberger See integrierte. Am 26. April 1854 erhielt der preußische Generalgartendirektor und Schöpfer der Potsdamer Gärten Peter Joseph Lenné den offiziellen Auftrag zur Gestaltung des Parks. Die praktische Ausführung oblag in den Jahren 1855–1863 dessen Schüler Carl von Effner, der zeitgleich weitere Gärten am Westufer des Starnberger Sees schuf. Damit entstand eine Parklandschaft, die weitgehend auf Einfriedungen verzichtete. Sichtachsen gaben den Blick auf See und Gebirge frei.
Ab der Zwischenkriegszeit verlor der Park sukzessive seine einstige Qualität. Nach Ende des Zweiten Weltkriegs veräußerte Herzog Luitpold nach und nach die umliegenden Wälder an die Landeshauptstadt München zur Finanzierung seines neu erbauten Schlosses Ringberg. Zusammen mit einem Großteils des ehemaligen Schlossparks, den die Kommune von den Fabrikanten Erich und Kurt Bugusat erwerben konnte, entstand das Bade- und Erholungsgelände „Paradies“.

## Kalvarienberg Possenhofen

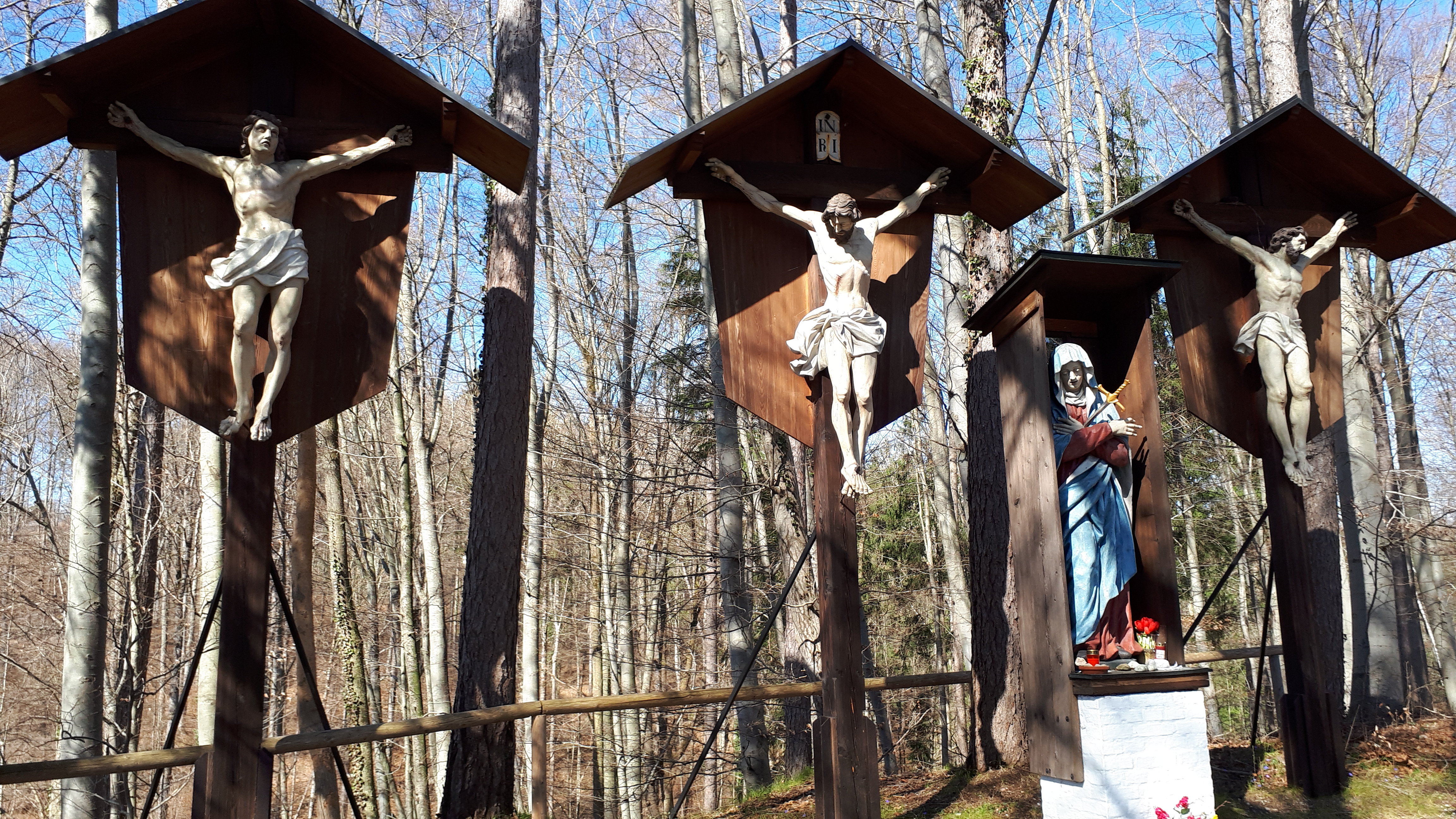
Kreuzigungsgruppe auf dem Possenhofener Kalvarienberg von Balthasar Ableithner. Im Zentrum der Kreuzigungsgruppe ist Christus mit Maria als Mater Dolorosa dargestellt. Das Schwert in ihrer Brust symbolisiert den Schmerz der Muttergottes. Die Szene wird von den beiden Schächern flankiert. Zustand nach der letzten Restaurierung (2017).

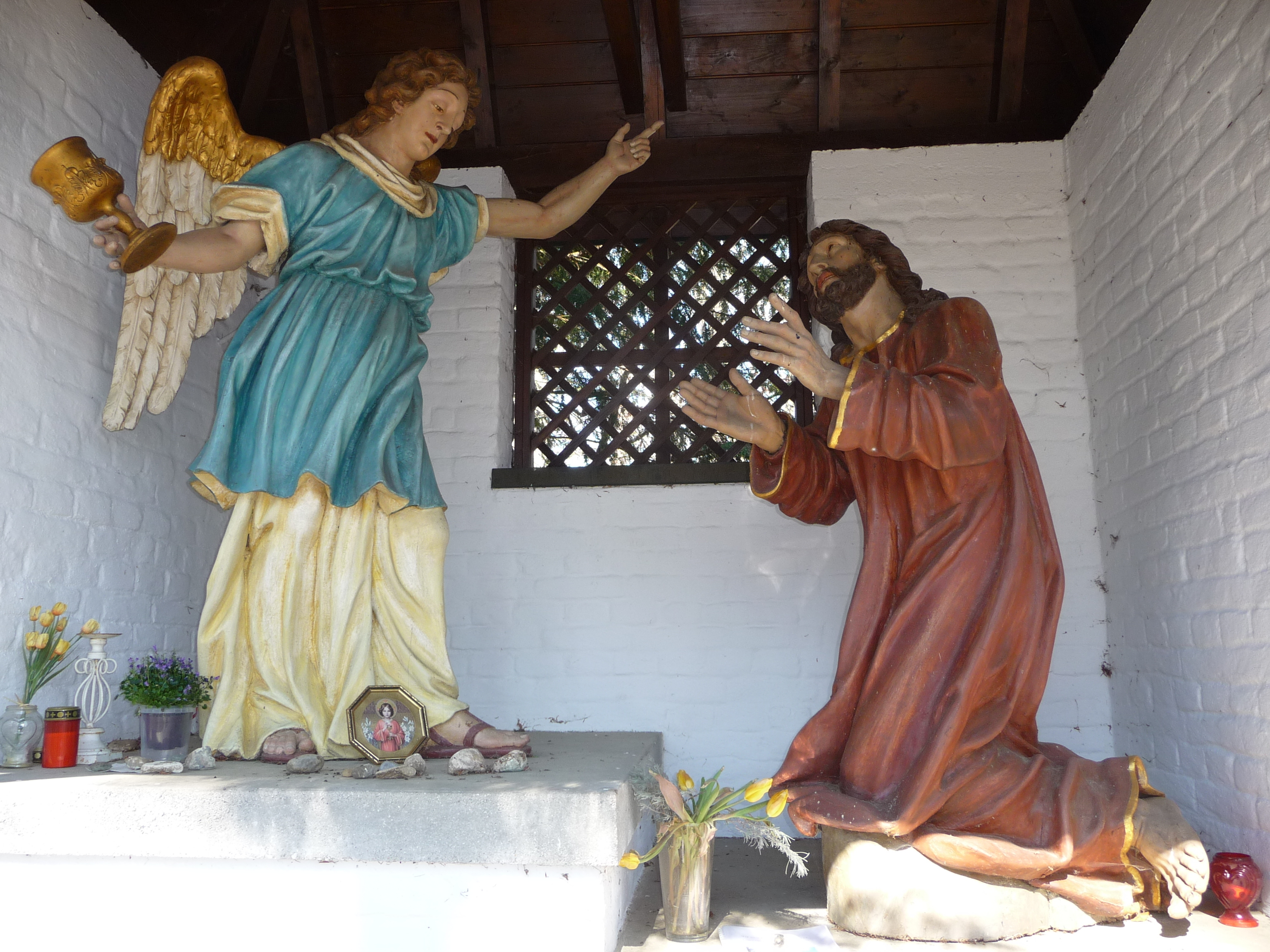
Christus am Ölberg, Kalvarienberg Possenhofen am Starnberger See. Zustand nach der letzten Restaurierung (2017).

Nordwestlich von Schloss Possenhofen, parallel zum Seeufer, befindet sich ein Kalvarienberg, der gegen Ende des Dreißigjährigen Krieges nach einer Pestepidemie zwischen 1646 und 1648 entstand. Diese Andachtsstätte bildet zusammen mit Schloss Possenhofen und seinem Park ein Ensemble. Die Kreuzigungsgruppe und die Statue einer schmerzhaften Maria stammen von dem in Italien geschulten Hofbildhauer Balthasar Ableithner und sind aus Eichenholz gefertigt. Jahrhundertelang war der Kalvarienberg mit seiner künstlerisch herausragenden Kreuzigungsgruppe weithin sichtbar und landschaftsprägend. Er bot einen weiten Blick über den Starnberger See bis hin zur Alpenkette, der gerühmt wurde. Derzeit ist diese Sichtschneise durch Wildwuchs verdeckt.
Über einen Höhenrücken erreicht man eine weitere Figurengruppe mit Jesus am Ölberg und einem Engel. Derzeit ist der Possenhofener Kalvarienberg wie das Erholungsgelände Paradies (ehemaliger Park des Schlosses Possenhofen) im Besitz der Landeshauptstadt München. Wo sich heute ein schmaler Pfad an Kreuzwegstationen zur Kreuzigungsgruppe hinaufschlängelt, bot ursprünglich eine terrassierte breite Treppenanlage Zugang. Auftraggeber war das bayerische Kurfürstenpaar Ferdinand Maria und Henriette Adelaide von Savoyen, die mit dem Erwerb von Schloss Possenhofen die unmittelbare Umgebung gestalten ließen. Vorbilder für die weitläufige barocke Anlage des Possenhofener Kalvarienbergs sind in den Sacri Monti Norditaliens zu sehen, besonders der Sacro Monte di Oropa, den die Kurfürstin Henriette Adelaide in ihrer Jugend gemeinsam mit ihrer Familie besuchte.
Renovierungsarbeiten am Kalvarienberg erfolgten in den Jahren 1832 und 1938. 1936 wurde Johannes Matthäus Koelz zur Schaffung eines Kreuzwegs mit zwölf Stationen beauftragt, die im Oktober 1937 Aufstellung fanden. Die Passionsstationen sind auf Kupfertafeln in expressionistischer Malweise dargestellt. Gestiftet wurden die Kunstwerke von zwölf alteingesessenen Familien aus Possenhofen.
2017 erfuhren die barocken Holzskulpturen des Possenhofener Kalvarienbergs eine Restaurierung und bekamen neue Überdachungen. Die künstliche Grotte, in der die Figurengruppe mit Christus am Ölberg ursprünglich aufgestellt war, wurde ersatzlos abgebrochen.